# بنجامین ویلسون

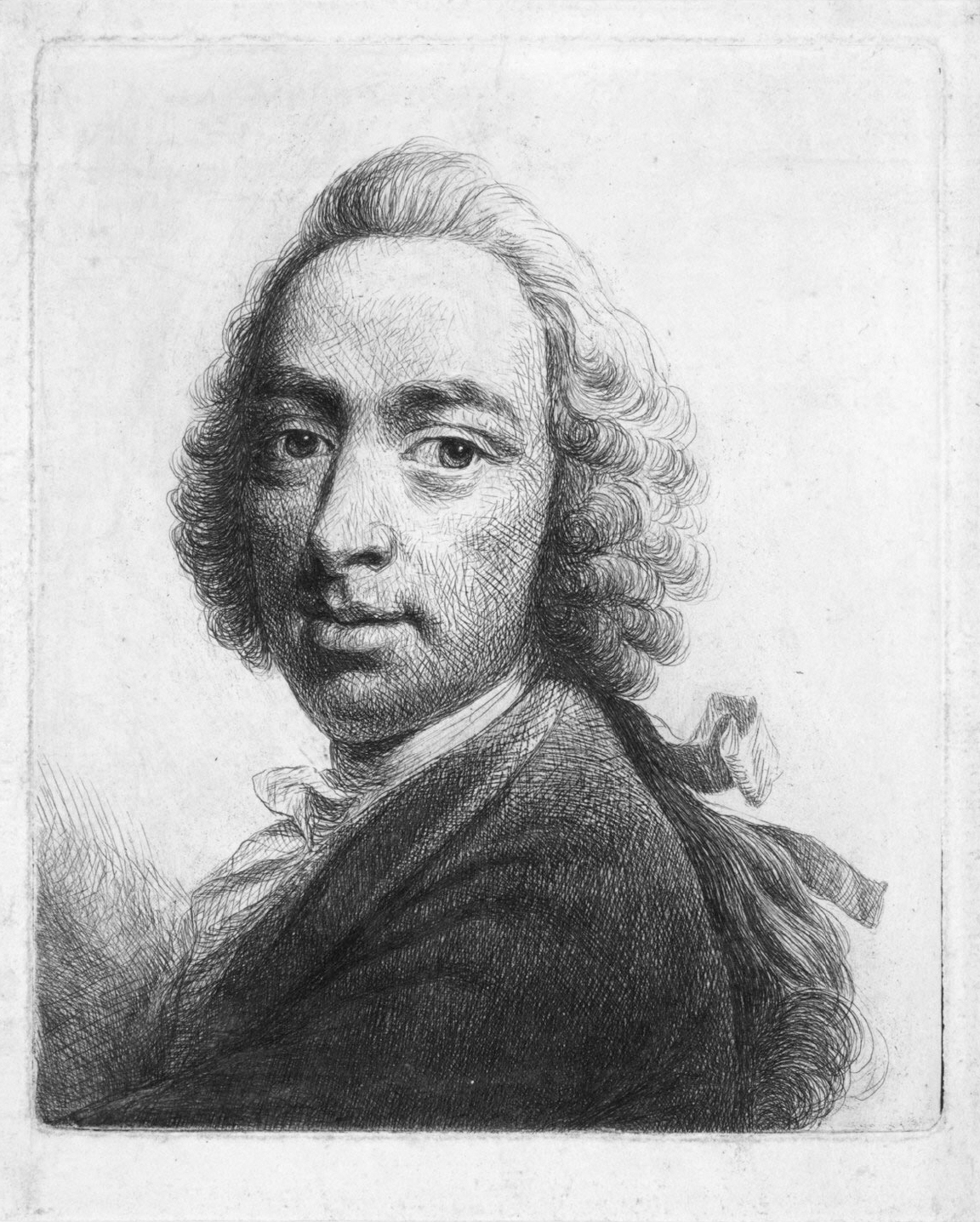
پرتره خودش حدود ۱۷۵۲

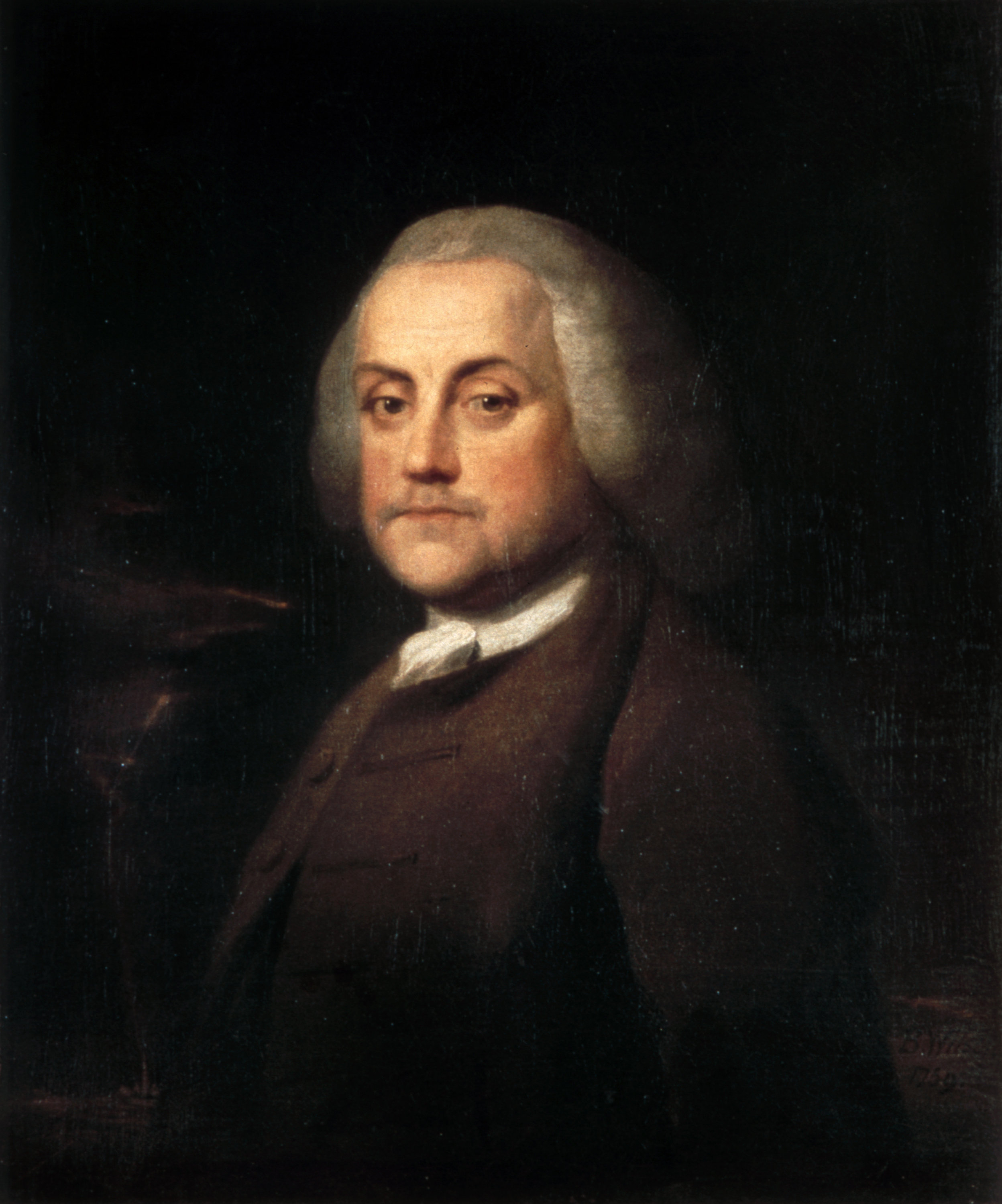
پرتره بنجامین فرانکلین در ۱۷۵۹

بنجامین ویلسون ( زاده ۲۱ ژوئن ۱۷۲۱ - درگذشته ۶ ژوئن ۱۷۸۸)،نقاش ، چاپگر و دانشمند انگلیسی بود.